# Горішня Митрополія
Горішня Митрополі́я (болг. Горна Митрополия) — село в Плевенській області Болгарії. Входить до складу общини Долішня Митрополія.

## Населення
За даними перепису населення 2011 року у селі проживали 1767 осіб.
Національний склад населення села:
| Національність   | Кількість осіб | Відсоток |
| ---------------- | -------------- | -------- |
| болгари          | 1411           | 98,3%    |
| турки            | 15             | 1,0%     |
| інша             | 6              | 0,4%     |
| Всього відповіли | 1435           |          |

Розподіл населення за віком у 2011 році:
Динаміка населення: